# Алиева, Камилла Самир кызы
Камилла Самир кызы Алиева (азерб. Kamilla Samir qızı Əliyeva; род. 3 апреля 2006) — азербайджанская гимнастка, бронзовый призёр чемпионата мира 2022 года, чемпионка Европы 2023 года, бронзовый призёр чемпионата Европы 2023 года, трёхкратный бронзовый призёр чемпионата Европы 2022 года, двукратная победительница и серебряная призёрка V Игр исламской солидарности.

## Карьера
Родилась 3 апреля 2006 года.
Член национальной сборной Азербайджана по художественной гимнастике.
Тренерами являются Василева Сияна, Гаратова Жаля.
Является членом спортивного клуба «Оджаг».
Чемпионка Азербайджана по художественной гимнастике 2015 года (многоборье).
Чемпионка (многоборье, 3 ленты и 2 мяча), и обладатель серебряной медали (5 обручей) V Игр исламской солидарности.
В июне 2022 года на чемпионате Европы по художественной гимнастике заняла третье место (многоборье, 5 обручей, 3 ленты и 2 мяча).
На кубке мира по художественной гимнастике 2022 в Памплоне (Испания) завоевала третье место (многоборье, 3 ленты и 2 мяча).
На кубке мира по художественной гимнастике 2022 в Баку заняла 1 место (5 обручей) и 2-е место (многоборье).
На чемпионате Азербайджана 2022 года по художественной гимнастике заняла 3 место (лента).
На чемпионате Европы по художественной гимнастике 2023 завоевала золотую медаль (3 ленты и 2 мяча) и бронзовую медаль (многоборье). Это стало первой золотой медалью Азербайджана на чемпионатах Европы по художественной гимнастике в групповых упражнениях.
На кубке мира по художественной гимнастике 2023 в Портимао (Португалия) завоевала бронзовую медаль (многоборье).
На кубке мира по художественной гимнастике 2023 в Баку также завоевала бронзовую медаль (многоборье, 3 ленты и 2 мяча).
В 2023 году на 34-м Гран-при по художественной гимнастике прошедшем в Тье (Франция) заняла 2 место (3 ленты и 2 мяча), и 3 место (5 обручей).
31 марта 2024 года на 35-м Гран-при по художественной гимнастике, в Тье (Франция) завоевала золотые медали в выполнении упражнений с 5 обручами.
В апреле 2024 года завоевала золотые медали в упражнениях с 5 обручами, 3 лентами и 2 мячами на международном турнире «Tallinn Open 2024» (Таллин, Эстония).
В апреле 2024 года Алиева в составе команды Азербайджана взяла бронзу в многоборье (пять обручей и три ленты + два мяча) и в упражнении с пятью обручами на Кубке мира по художественной гимнастике в Баку. В мае этого же года Алиева в составе команды Азербайджана взяла бронзу в многоборье и в упражнении с тремя лентами и двумя мячами на Кубке Европы в Баку.
В мае 2024 года, заняв 4 место на чемпионате Европы по художественной гимнастике в групповых упражнениях, выиграла лицензию на олимпийские игры 2024.
В июле 2024 года на международном турнире в Сарагосе (Испания) в составе команды Азербайджана заняла первое место в соревнованиях по многоборью, серебряную медаль в соревнованиях с 5 обручами в выступлениях с разными предметами, и серебряную медаль в упражнениях с тремя лентами и двумя мячами.

## Государственные награды
- Медаль «15-летие Министерства оборонной промышленности Азербайджанской Республики (2005—2020)»[16]
- Медаль «100-летие Пограничной охраны Азербайджана (1919—2019)»[17]